# 多恩多夫
多恩多夫（德語：Dorndorf，發音：[ˈdɔʁnˌdɔʁf]）是德国图林根州瓦特堡县曾经的一个市镇，面积12.12平方千米，2012年12月31日人口为2,434人。2013年12月31日，多恩多夫与市镇梅尔克斯-基瑟尔巴赫合并为新市镇克赖恩贝格格迈恩德。